# Linia kolejowa Wilno – Kowno
Linia kolejowa Wilno – Kowno – zelektryfikowana szerokotorowa linia kolejowa na Litwie łącząca stolicę kraju Wilno z Kownem.

## Historia

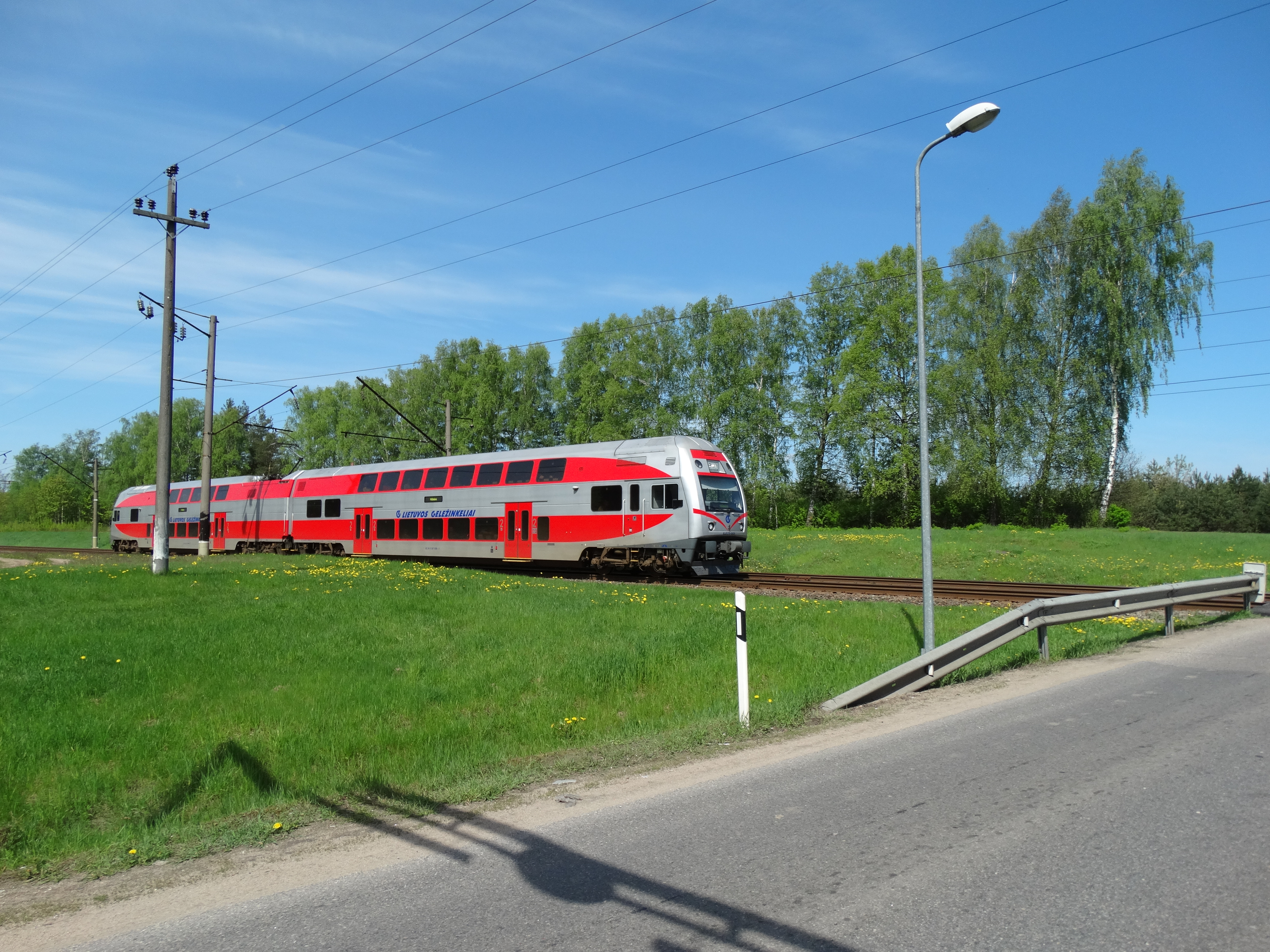
Skład EJ 575 w okolicy Vievis

Budowę linii kolejowej rozpoczęto w 1859 roku w związku z powstaniem Kolei Warszawsko-Petersburskiej. 15 marca 1862 roku pociągi rozpoczęły kursowanie po gotowej linii. Na trasie powstały dwa tunele w Kownie i Ponarach. Kolej na Wileńszczyźnie w okresie międzywojennym straciła strategiczne znaczenie dla polskiego rządu, ale w czasach Związku Radzieckiego jej znaczenie wzrosło ponownie. W 1975 roku zakończono elektryfikację całego odcinka. Trasa Wilno – Kowno jest jedną z najintensywniej używany tras kolejowych. Cała linia z wyjątkiem odcinka w tunelu kolejowym w Kownie jest dwutorowa.
Na linii kolejowej doszło do kilku poważnych wypadków. 4 kwietnia 1975 w pobliżu miasteczka Żośle, zginęło około 20 osób, a co najmniej 80 osób zostało rannych gdy pociąg z Wilna do Kowna uderzył w wagon cysternę z paliwem lotniczym. Cysterna była ostatnim wagonem pociągu towarowego, który zjechał na boczny tor w celu przepuszczenia szybszego pociągu pasażerskiego. Łatwopalna ciecz zalała pierwsze dwa wagony, a tarcie żelaza spowodowało zapłon. Pamięć o ofiarach przypomina pomnik ustawiony w tym miejscu w 1991 roku.

## Połączenia
Obecnie codziennie trasę pomiędzy Wilnem i Kownem pokonuje 14 par pociągów. Linię obsługują Czeskie składy Škoda CityElefant. Pokonanie całej trasy liczącej 104 kilometry trwa w zależności od ilości zatrzymań, od 1 godziny do 1 godziny 32 minut. Linię przejeżdżają również pociągi kursujące w kierunku Kłajpedy, Trok oraz Oran.